# Стилістична фігура
Стилістична фігура (від лат. stilus ‘грифель для писання’ figura ‘образ, зовнішній вигляд’), фігу́ри мовлення — синтаксичні мовні звороти, орієнтовані на незвичність слововживання, посилення емоційності, образності вислову, оздобу мовлення.
У широкому розумінні — це будь-які мовні засоби, включаючи тропи, що надають мовленню образності і виразності.

## Визначення
Стилістичні фігури поширені в поезії, вони індивідуалізують мовлення автора, збагачуючи його емоційними нюансами, увиразнюють художнє зображення. Поняття стилістичні фігури у вузькому тлумаченні (синтаксичні фігури поетичного мовлення) не включає тропів, які являють собою вживання слів у переносному значенні.
У широкому тлумаченні поняття стилістичні фігури або фігури мовлення включає тропи і власне синтаксичні фігури.
Хоча тропи завжди були в центрі уваги вчених, які досліджували художні тексти, але й досі єдиної чіткої загальноприйнятої класифікації фігур мови немає.
Більше того, у мовознавстві немає вичерпно точного і загальноприйнятого визначення фігур мовлення. Сам термін вживається у різних смислах (найчастіше приблизних), але є тенденція до закріплення цього терміна й виявлення його лінгвістичного змісту. Зазначена невизначеність корениться як в історії терміна «фігури мовлення» (і, ширше, «фігури»), так і в прагненні мовознавства засвоїти поняття, що склалося поза його межами.
Найпоширеніші стилістичні фігури — анафора, антитеза, багатосполучниковість, безсполучниковість, градація, еліпс, епіфора, інверсія, паралелізм, риторичне запитання, риторичне звертання, умовчання, літота, синекдоха, метафора, метонімія, алітерація, асонанс, гіпербола , епітет.

## Типи фігур
Термін «фігура» (дав.-гр. σχημα) вперше використано Анаксіменом з Лампаска (IV ст. до н. е.), питання було ретельно опрацьовано Аристотелем, учні якого (особливо Деметрій Фалерський) запровадили розділення на «фігури мовлення» (слів) та «фігури думки».

### Фігура слів
Фігура слів — це свідомо спрямований уклад стилістичних виразів додаванням, насиченням ознак (анафора, полісиндетон, синонімія), фігури мінусового характеру, що характеризуються відсутністю якоїсь ознаки чи елемента (асиндетон, еліпсис) і фігури за схожістю (парономазія, антитеза).

### Фігура думки
Фігура думки — це вид вираження думки. До фігур думки у класичній риториці належали: анотування (підстави), епілог, звертання, виклад, парадигма, умовчання, відхилення від теми, оклик, лихослів'я, заклинання, розважання, вагання, нагадування (і ніби нагадування), підставлення особи, затримування оповіді, згода, розмірковування, риторичне питання, побажання, застереження, сентенції, дефініції, опис, іронія, літота, дистрибуція, наслідування, нав'язування, упередження, уособлення, тавтологія, вдаване незгадування (вже не кажемо про те...; вже не будемо згадувати..., але ж...) тощо.

## Приклади стилістичних фігур
- Accismus
- Адінатон
- Алітерація
- Алюзія
- Ампліфікація
- Анадіплозіс
- Анаколуф
- Анафора
- Антитеза
- Антитетон
- Апосіопеза
- Апокопа
- Апострофа
- Асиндетон
- Атракція
- Гіпербатон
- Гіпербола
- Градація
- Дистинкція
- Діалектизм
- Екзергазія
- Еліпс
- Емфаза
- Епіфора
- Зевгма
- Інверсія
- Іронія
- Кільце
- Клімакс
- Корекція
- Літота
- Мезархія
- Меліоризація
- Метафора
- Метонімія
- Називний теми
- Оксюморон
- Паралелізм
- Перелічення
- Парономазія
- Парцеляція
- Перифраз
- Плеоназм
- Поліптотон
- Полісиндетон
- Пролепсіс
- Пуант
- Ретардація
- Риторичні фігури
- Симплока
- Солецизм
- Тавтологія
- Точний повтор
- Хіазм

## Риторичні фігури
Осн. стаття Риторичні фігури
У вузькому значенні — фігури мовлення, побудовані на словесних зворотах, що мають умовно-діалогічний характер: риторичні звертання, запитання, заперечення, оклик.
У широкому значенні — те саме, що і стилістичні фігури.